# Gustavo Rey
Gustavo Rey (Montevideo, 7 de noviembre de 1962) es un director y conductor radial. Actualmente conduce el programa Espíritu Libre Radio Cultura, Medios Públicos (Uruguay) desde 2021.

## Trayectoria
Su comienzo en radio fue en el programa Joventango, en donde realizó entrevistas a toda clase de músicos como Pugliese o “Omar Román y los del altillo”.
Condujo en Radiomundo un espacio musical en el que se comenzó a difundir los grupos de Rock Nacional como Los Tontos, Los Estómagos y Traidores entre otros. Durante los años 1993 y 2006, dirigió y condujo el programa Caras y más caras en Océano FM (Uruguay). Entre 2006 y 2020 dirigió y condujo el programa "Abrepalabra" en Océano FM, actualmente se desempeña como encargado de programación de la emisora.
Es docente de la Universidad Católica del Uruguay desde 1991.
Obtuvo los premios de la revista Guambia, Sábado Show, Premio Morosoli, Premio Tabaré a mejor programa de radio y Premio Iris a mejor Revista de radio y el Premio Legión del Libro otorgado por la Cámara Uruguaya del Libro.